# SCO Group, Inc. contra Novell, Inc.
SCO contra Novell fue una demanda en los Estados Unidos en la que The SCO Group (SCO), un proveedor de Linux y Unix, reclamó la propiedad del código fuente del sistema operativo Unix. SCO buscó que el tribunal declarara que SCO poseía los derechos del código Unix, incluidos los derechos de autor, y que Novell había cometido calumnias de título al afirmar un reclamo rival sobre la propiedad de los derechos de autor de Unix. Por otra parte, SCO intentaba recaudar derechos de licencia de los usuarios finales de Linux por el código Unix (que, según ellos, se había copiado en Linux) a través de su división SCOsource, y el reclamo de propiedad rival de Novell era un desafío directo a esta iniciativa. Novell había estado aumentando sus inversiones y el soporte de Linux en este momento, y se opuso a los intentos de SCO de cobrar tarifas de licencia a los clientes potenciales de Novell.
El caso giraba en torno a la interpretación de los acuerdos de transferencia de activos que regían la venta de Novell de su negocio Unix a una de las empresas predecesoras de SCO, la Santa Cruz Operation . El APA original excluía explícitamente todos los derechos de autor de los activos transferidos de Novell a SCO. La segunda enmienda a la APA modificó el acuerdo para excluir todos los derechos de autor, "excepto los derechos de autor necesarios para que SCO ejerza sus derechos" en virtud de la APA. La lista de activos incluidos nunca se modificó, lo que provocó ambigüedad años después de la firma del acuerdo. En el juicio, Novell argumentó con éxito que habían retenido los derechos de autor para proteger su propiedad del 95% de las regalías de Unix SVRX, y que la enmienda a la cláusula de exclusión simplemente afirmaba que SCO tenía una licencia para el código Unix.
Novell contrademandó con su propia demanda por difamación de título y varias demandas adicionales contra SCO relacionadas con la APA y solicitó al tribunal que determinara que SCO había incumplido los acuerdos al firmar acuerdos de licencia de Unix con Sun Microsystems y Microsoft sin pagar a Novell el porcentaje acordado. de esos acuerdos. Novell solicitó además al tribunal que determinara que Novell conservaba el derecho de ordenar a SCO que renunciara a los derechos bajo las licencias Unix existentes a "la discreción exclusiva de Novell", y que tenían derecho a emprender acciones en nombre de SCO si SCO se negaba (una supuesta derecho que Novell había utilizado repetidamente en los meses previos a la demanda para renunciar a las reclamaciones de SCO contra IBM y otros). Las partes agregaron reclamos y reconvenciones adicionales antes de la resolución del caso.
Se descubrió que Novell era el propietario de los derechos de autor de Unix, que tenía derecho a ordenar a SCO que renunciara a sus reclamos contra IBM y otros licenciatarios de Unix (y que lo hiciera en nombre de SCO si se negaban), y se descubrió que SCO había violado los acuerdos de transferencia de activos y haber comprometido la conversión de la propiedad de Novell. SCO no ganó ninguna de sus reclamaciones contra Novell.

## Trasfondo
Novell, un proveedor de sistemas operativos de red patentados, adquirió los derechos del código fuente original de Unix cuando compró Unix System Laboratories del creador de Unix, AT&T Corporation, el 14 de junio de 1993. Los derechos de Novell sobre partes del código fuente de Unix se establecieron como parte del acuerdo en USL contra BSDi.
El 19 de septiembre de 1995, Novell celebró un Acuerdo de compra de activos (APA) con Santa Cruz Operation ("Santa Cruz"), un proveedor de Unix. La APA transfirió ciertos derechos con respecto a Unix, y la versión UnixWare de Unix de Novell, de Novell a Santa Cruz. Estos derechos incluían el derecho a desarrollar y comercializar nuevas versiones de UnixWare, y el derecho a licenciar SVRX (System V Release X) UNIX de forma incidental o con el permiso de Novell. También requería que Santa Cruz actuara como agente de Novell para el cobro de ciertas regalías adeudadas en virtud de dichas licencias.
En 2000, Caldera Systems adquirió las divisiones de Software y Servicios de Servidores de Santa Cruz, así como las tecnologías UnixWare y OpenServer Unix. Caldera Systems se convirtió así en el sucesor legal de Santa Cruz para los efectos del APA. Un año después, Caldera Systems cambió su nombre a Caldera International en 2001 y a The SCO Group (SCO) en 2002. Aunque la Santa Cruz Operation era conocida coloquialmente como "SCO", legalmente The SCO Group es una empresa diferente a la Santa Cruz Operation.

### SCO pasa a la ofensiva
En 2003, SCO inició una campaña para obligar a los usuarios de Linux a pagar las tarifas de licencia de software, alegando que la propiedad intelectual no especificada de SCO se había incluido incorrectamente en Linux. Como parte de esta campaña, SCO hizo varias declaraciones de que eran los propietarios de Unix, lo que implica que tenían los derechos de autor del código fuente original de AT&T de UNIX y los derivados de ese código. Después de que SCO presentó una demanda contra IBM, alegando que IBM había violado los derechos de autor de SCO sobre Unix, Novell respondió públicamente a estas acusaciones.

### Novell afirma que posee los derechos de autor
El 28 de mayo de 2003, Novell emitió un comunicado de prensa titulado "Novell desafía la posición de SCO, reitera el soporte para Linux" donde desafiaron públicamente las afirmaciones de SCO de que el código Unix se había copiado en Linux o que SCO poseía los derechos de autor de UNIX.
El 6 de junio de 2003, SCO realizó una conferencia de prensa en la que reveló una segunda enmienda al "acuerdo de compra de activos entre Novell y la Operación Santa Cruz". SCO afirmó que esta enmienda respaldaba su reclamo de los derechos de autor de Unix. En respuesta, Novell emitió un comunicado de prensa en el que declaró:

Según el conocimiento de Novell, esta enmienda no está presente en los archivos de Novell. La enmienda parece respaldar la afirmación de SCO de que la propiedad de ciertos derechos de autor de UNIX se transfirió a SCO en 1996. Sin embargo, la enmienda no aborda la propiedad de las patentes, que claramente siguen siendo de Novell.

Mientras que SCO reclamó públicamente la victoria, tras bambalinas, SCO y Novell intercambiaron una serie de cartas acaloradas. En una ráfaga de cartas privadas, Novell continuó afirmando que todavía era el propietario legal de los derechos de autor de Unix y ejerció una serie de derechos en virtud de la APA durante los meses siguientes (incluida la emisión de exenciones de los reclamos de SCO contra ciertas partes, la auditoría de la colección de SCO de regalías de Unix SVRX, exigiendo acceso a todas las versiones del código Unix bajo el control de SCO según el Acuerdo de Licencia de Tecnología relacionado de APA y emitiendo un cese y desistimiento contra SCO por buscar información de exejecutivos de Novell). La relación entre las empresas se deterioró rápidamente.
El 14 de octubre de 2003, Novell registró varios derechos de autor clave de Unix en la Oficina de derechos de autor de los Estados Unidos y presentó declaraciones de registro contra los registros de derechos de autor de Unix de la propia SCO. Estas declaraciones decían: "The SCO Group, Inc no ha podido demostrar que cualquiera de los derechos de autor de UNIX propiedad de Novell son necesarios para que SCO ejerza sus derechos" y que "Novell por la presente declara que retiene la totalidad o casi toda la propiedad de los derechos de autor en UNIX, incluido el registro de derechos de autor de EE. UU. de SCO al que se hace referencia anteriormente".
Después de que los registros se hicieran de conocimiento público, Novell emitió un comunicado de prensa el 22 de diciembre de 2003 que decía:

Novell cree que posee los derechos de autor de UNIX y ha solicitado y recibido registros de derechos de autor relacionados con UNIX de acuerdo con esa posición. Novell detalló la base de su posición de propiedad en correspondencia con SCO. Las copias de nuestra correspondencia y la respuesta de SCO están disponibles en nuestro sitio web. Contrariamente a las declaraciones públicas de SCO, como lo demuestra esta correspondencia, SCO ha sido muy consciente de que Novell continúa afirmando la propiedad de los derechos de autor de UNIX".

El 13 de enero de 2004, Novell anunció que indemnizaría a los usuarios de Linux, acordando protegerlos de demandas de terceros, como SCO, por violar los derechos de autor reclamados por Novell. El mismo día, Novell publicó más de 30 cartas que SCO y Novell habían intercambiado en los meses anteriores. SCO respondió de inmediato con un comunicado de prensa reiterando su reclamo anterior y anunciando que se estaba preparando para presentar una demanda contra Novell.

## La demanda

### Tribunal estatal de Utah
SCO presentó una demanda por difamación de título contra Novell el 20 de enero de 2004. Presentada en el tribunal estatal de Utah, la demanda solicitaba medidas cautelares tanto preliminares como permanentes que asignaban todos los registros de derechos de autor de Unix de Novell a SCO y obligaban a Novell a retractarse de todos sus reclamos sobre el código Unix.

### Tribunal de Distrito de los Estados Unidos para el Distrito de Utah
Novell retiró la demanda al sistema judicial federal el 6 de febrero de 2004. Esta destitución fue confirmada en el fallo del tribunal del 9 de junio.
El 10 de febrero de 2004, Novell presentó una moción para desestimar el caso. Novell solicitó el despido por no presentar un reclamo sobre el cual se pudiera otorgar una reparación. Novell argumentó que:
- SCO no demostró una transferencia válida de la propiedad de los derechos de autor, porque el Acuerdo de Compra de Activos era simplemente una promesa de ceder bajo circunstancias específicas (la demostración de SCO de que los derechos de autor eran "requeridos" para ejercer otros derechos bajo el contrato), y que el Acuerdo es por lo tanto (por ley) no es suficiente para transferir los derechos de autor a SCO; y
- SCO no especificó los daños especiales específicos requeridos para tal reclamo.

En respuesta, SCO presentó varios memorandos oponiéndose a la moción de Novell de desestimar el caso. Además, SCO presentó una moción para devolver el caso a la corte estatal. Novell respondió que, debido a que el caso dependería de la interpretación de la ley federal de derechos de autor, debería ser juzgado en un tribunal federal.
El 9 de mayo de 2004, el juez federal Dale A. Kimball escuchó los argumentos de ambas partes y tomó ambas mociones bajo consideración. El juez Kimball negó la moción de SCO de reenvío y concedió parcialmente la moción de Novell de desestimar el 9 de junio de 2004, por un tecnicismo suplicante. El caso fue desestimado sin perjuicio, lo que permitió a SCO modificar su demanda para incluir daños especiales debidamente alegados.

#### Contrademanda de Novell
El 29 de julio de 2005, Novell presentó una contrademanda contra SCO alegando difamación de título, incumplimiento de contrato, falta de pago de regalías e incumplimiento de obligaciones de auditoría. Novell solicitó daños y perjuicios por encima del patrimonio neto de SCO y, dado que SCO estaba quemando rápidamente sus activos y efectivo disponible, Novell solicitó al tribunal que secuestrara este dinero de SCO para que no se gastara antes de la resolución del caso. Novell también solicitó al tribunal que embargue los activos de SCO en espera de la adjudicación de sus reclamaciones. Novell acusó a SCO de otorgar licencias de Unix System V Release 4 a Microsoft y Sun Microsystems sin luego enviar a Novell el 95% de las tarifas de licencia según lo exige la APA.
En la reconvención, Novell afirmó que SCO le había pedido a esta que participara en el Plan de licencias por infracción de propiedad intelectual de Linux de SCO. Cuando Novell se negó, SCO le pidió a Novell que entregara los derechos de autor de Unix a SCO, una solicitud que Novell también rechazó.

#### Arbitraje por SuSE
SCO presentó una segunda demanda enmendada el 6 de febrero de 2006, que contenía el reclamo original por difamación del título, así como varios reclamos nuevos, incluida la competencia desleal, la infracción de derechos de autor (para la distribución de SuSE Linux por parte de Novell) y el incumplimiento de un supuesto acuerdo de no competencia (de nuevo, relacionado con SuSE Linux).
El 10 de abril de 2006, la división SuSE de Novell (un proveedor europeo de sistemas operativos Linux) presentó una solicitud de arbitraje contra SCO ante la Secretaría de la Corte Internacional de Arbitraje de la Cámara de Comercio Internacional en París, Francia. Años antes, cuando aún se conocía como Caldera International, SCO había firmado contratos con la entonces independiente SuSE, entre otros, relacionados con el producto United Linux. Los miembros de United Linux acordaron que cada miembro tendría amplias licencias para explotar y distribuir productos Linux que incluyeran la tecnología de United Linux. Estos acuerdos incluían cláusulas que requerían que los miembros usaran un proceso de arbitraje para resolver disputas.
La solicitud de arbitraje de SuSE fue una respuesta a la demanda enmendada de SCO contra Novell. El proceso de arbitraje tiene plazos relativamente estrictos, a diferencia de los procedimientos de los tribunales estadounidenses. Novell presentó una Moción para suspender las reclamaciones que plantean cuestiones sujetas a arbitraje en los tribunales de EE. UU., diciendo que cuatro de las cinco reclamaciones de SCO se habían sometido a arbitraje, incluida la reclamación por infracción de derechos de autor, y por lo tanto deberían suspenderse hasta que el Tribunal de Arbitraje emitiera su decisión. Novell también presentó una respuesta a la segunda demanda modificada y contrademandas de SCO, alegando una gran cantidad de defensas afirmativas, incluida una afirmación de que SCO cometió fraude contra la oficina de derechos de autor de EE. UU.

#### Acuerdos de licencia y petición de sentencia sumaria de Novell
El 22 de septiembre de 2006, Novell solicitó autorización para presentar reconvenciones modificadas. A través del descubrimiento, Novell había obtenido copias de los acuerdos de licencia de Unix de SCO con Microsoft y Sun. Al revisar los acuerdos, Novell afirmó que violaron la APA. Las reclamaciones añadidas fueron conversión e incumplimiento de deberes fiduciarios. SCO estipuló la moción de Novell y, por lo tanto, el juez Kimball la concedió.
Novell presentó una moción el 29 de septiembre de 2006, solicitando un juicio sumario o, si se rechazaba, una orden judicial preliminar. Novell alegó que SCO, a través de sus acuerdos con Sun y Microsoft, autorizó la propiedad de Novell sin pagarle a Novell las regalías que le correspondían en virtud de la APA. Novell solicitó al tribunal que obligara a SCO a entregar las regalías a Novell o, como alternativa, se le obligara a depositar el dinero en un fideicomiso colectivo, donde ninguna de las partes podría acceder a él hasta que los tribunales decidieran el asunto.
El 10 de agosto de 2007, el juez Kimball dictaminó que "Novell es el propietario de los derechos de autor de UNIX y UnixWare". A Novell se le otorgó un juicio sumario en varias de sus reclamaciones, y varias de las reclamaciones de SCO fueron denegadas. SCO recibió instrucciones de contabilizar y pasar a Novell una parte adecuada de sus ingresos de las licencias de Sun y Microsoft.
El fallo del juez Kimball declaró que "SCO está obligado a reconocer la renuncia de Novell a los reclamos de SCO contra IBM y Sequent", refiriéndose a otros casos que SCO había presentado contra esas compañías por presuntamente violar los derechos de propiedad intelectual de SCO en Unix. Después del fallo, Novell anunció que no tenía interés en demandar a las personas por Unix y afirmó: "No creemos que haya Unix en Linux".

### La bancarrota de SCO
Se esperaba que las partes fueran a juicio el 17 de septiembre de 2007 para determinar exactamente cuánto dinero le debía SCO a Novell. Sin embargo, el 14 de septiembre, el Grupo SCO se declaró en bancarrota bajo el Capítulo 11 del Código de Quiebras de los Estados Unidos. Como SCO era una corporación de Delaware, la declaración de quiebra se realizó ante el Tribunal de quiebras de los Estados Unidos para el Distrito de Delaware. La presentación hizo que todos los litigios pendientes se suspendieran automáticamente según lo exige el Código de los Estados Unidos.
El 27 de noviembre de 2007, el juez de quiebras de los Estados Unidos, Kevin Gross, levantó la suspensión automática para permitir que el tribunal de Utah determinara cuánto dinero le debía SCO a Novell, pero el tribunal de quiebras retuvo la jurisdicción sobre cualquier fideicomiso constructivo que pudiera crear el tribunal federal.

### Juicio para determinar daños
A los efectos del juicio para determinar cuánto dinero le debía SCO a Novell, SCO fue nombrada demandada y Novell fue nombrada demandante, porque SCO no había ganado ninguna de sus demandas iniciales. El juicio comenzó el 30 de abril de 2008. Novell buscó la recuperación de US$19.979.561 de SCO con base en sus licencias para Microsoft, Sun y otros.
El 16 de julio de 2008, la corte de Utah falló:

…El demandado y contrademandante Novell $2,547,817 en sus reclamaciones sexta, séptima y octava por enriquecimiento injusto, incumplimiento del deber fiduciario y conversión. En cuanto a la Cuarta Reclamación de Reparación de Novell, por las razones expuestas anteriormente, el tribunal concluye que SCO tenía derecho a celebrar el Contrato de Microsoft de 2003 y las Otras Licencias de SCOsource, pero no estaba autorizada a celebrar el Contrato de Sun de 2003 sobre la base de su modificación del disposiciones relativas a los requisitos de confidencialidad de SVRX de Sun en virtud del Acuerdo de 1994.

La decisión, que SCO podía apelar, otorgó a Novell la adjudicación solicitada de $2.547.817 debido a la modificación de las disposiciones de confidencialidad de 1994 del acuerdo con Sun de 2003. Estas modificaciones permitieron el lanzamiento de OpenSolaris.
El 20 de noviembre de 2008, la sentencia final de Kimball en el caso confirmó su fallo del 10 de agosto de 2007, otorgando a Novell el laudo más intereses de $918.122, más $489 de intereses adicionales por cada día después del 29 de agosto de 2008 en caso de que SCO no pague el adjudicación para esa fecha. La sentencia también ordenó un fideicomiso constructivo de $625.486,90. El juez Kimball desestimó el caso sin posibilidad de volver a presentar la demanda con una demanda enmendada, restringiendo a SCO a continuar con el caso solo en apelaciones.

### Apelación del Tribunal de Circuito
El 24 de agosto de 2009, la Corte de Apelaciones del Décimo Circuito de los EE. UU. revocó parcialmente la sentencia sumaria de Kimball del 10 de agosto de 2007, en la medida en que Kimball había encontrado que Novell poseía los derechos de autor de Unix. La parte que trata sobre el acuerdo de Sun de 2003 fue confirmada por la corte de apelaciones. Como resultado, SCO podría reclamar su propiedad de los derechos de autor de Unix en un juicio. Sin embargo, siguió siendo responsable de la adjudicación de regalías de US$2.547.817.
Novell presentó una petición de certiorari el 4 de marzo de 2010, solicitando la intervención de la Corte Suprema de los Estados Unidos. Novell argumentó que existe una división en el circuito sobre la interpretación correcta de los requisitos de transferencia de la Ley de derechos de autor, y que los requisitos correctos son más estrictos que los del Décimo Circuito en este caso. La petición fue desestimada por la Corte Suprema.

### Juicio en prisión preventiva por problemas de derechos de autor
El juicio con jurado sobre las cuestiones de derechos de autor devueltos comenzó el 8 de marzo de 2010 ante el juez Ted Stewart. Se esperaba que durara tres semanas. El 30 de marzo, el jurado emitió un veredicto unánime a favor de Novell. El 10 de junio, el juez Stewart falló a favor de Novell en todos los aspectos y cerró el caso. El tribunal determinó que Novell no había cometido calumnias de título, que ahora no estaba obligado a transferir los derechos de autor en virtud de la APA, que sus exenciones de derechos de autor emitidas a IBM estaban autorizadas y que no violaban el pacto de buena fe.
SCO apeló la sentencia del tribunal de distrito ante la Corte de Apelaciones del Décimo Circuito de los Estados Unidos el 7 de julio de 2010. El 30 de agosto de 2011 la Corte de Apelaciones confirmó la decisión del juicio